# William T. Anderson

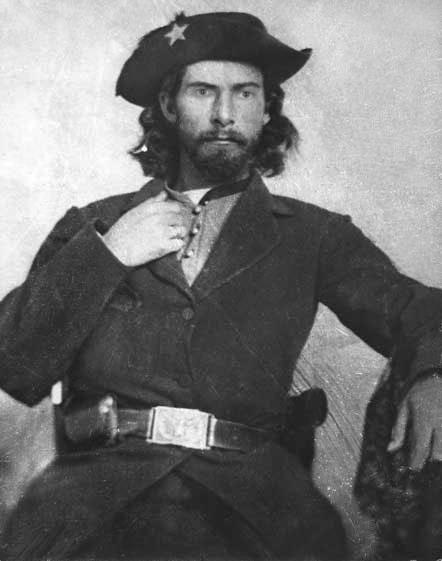
William T. Bloody Bill Anderson

William T. Anderson, ook bekend als Bloody Bill (Kentucky, 26 oktober 1839 - Albany (Missouri), 26 oktober 1864), was een vrijschutter die aan de kant van de geconfedereerden of Zuidelijken vocht tijdens de Amerikaanse Burgeroorlog. Hij vocht voornamelijk in Missouri en Kansas.

## Jeugd
William Anderson bracht zijn jeugd door in Randolph County in Missouri. In 1850 trok zijn vader William Anderson Sr naar Californië en liet het gezin achter. Na zijn terugkeer verhuisde de familie in 1857 naar Kansas.
Er wordt gezegd dat hij vaak op rooftocht door Missouri trok, voornamelijk om paarden te stelen. Mogelijk werden deze verhalen na de burgeroorlog verteld om zijn naam nog meer te belasten.
Zijn vader werd in maart 1862 vermoord. Volgens de meeste verhalen was een buurman de dader. William en zijn broer Jim zochten deze buurman op en vermoordden hem. Om gerechtelijke problemen uit de weg te gaan, verliet William Anderson Kansas.

## Anderson als vrijschutter
In de lente van 1863, zijn de broers William en Jim Anderson toegetreden tot de bende van Quantrill, zodat ze bushwhackers waren geworden. Anderson werd later een van de luitenants van William Quantrill. In datzelfde jaar besloot de Unie om familieleden van de leiders van Quantrills bende op te pakken. Williams zussen, Mary, Josephine en Martha werden gearresteerd samen met negen andere vrouwen op beschuldiging van het helpen van geconfedereerde partizanen. Ze werden opgesloten in een gebouw dat door Noordelijke soldaten was verbouwd om meer ruimte te creëren, waardoor het in feite onveilig was geworden. Op 14 augustus stortte het gebouw in, waarbij vier vrouwen stierven. Onder de doden was Josephine Anderson. Mary Anderson overleefde, maar was kreupel voor het leven. Na dit incident zou William Anderson bijzonder brutaal optreden tegen soldaten en burgers van de Unie.
Op 2 maart 1863 trouwde William Anderson met Bush Smith van Sherman, Texas. Ze zouden later verhuizen naar een boerderij in Ray County, Missouri, maar Anderson bleef verder optreden als vrijschutter.

## Overvallen op Lawrence, Kansas en Centralia, Missouri
Anderson nam deel aan de overval van Quantrill op Lawrence in Kansas op 21 augustus 1863. Deze overval was bedoeld als wraak voor een overval van Osceola in Missouri door noordelijke vrijschutters. Toen Quantrill en zijn bende Lawrence verliet, waren ongeveer tweehonderd burgers gedood en stonden vele huizen in brand. Kort daarna leidde Quantrill zijn mannen terug naar Texas om te overwinteren. Anderson kreeg er ruzie met Quantrill en keerde in maart 1864 terug naar Missouri aan het hoofd van zijn eigen bende.
In 1864 was William Anderson berucht voor zijn brutaliteit tegenover Noordelijke soldaten en burgers die sympathie hadden voor de Unie. Hij en zijn mannen schoten doorgaans hun gevangenen neer en scalpeerden de doden. Hij stuurde vaak brieven naar kranten in Missouri om nog meer geweld tegen de Noordelijken aan te kondigen. In een van zijn brieven schreef hij: “Ik heb gekozen voor guerrilla-oorlogvoering om me te wreken voor het onrecht dat me is aangedaan. Ik leefde in Kansas toen de oorlog begon. Omdat ik niet de mensen van Missouri, mijn geboortestaat, wilde bestrijden, stonden de Yankees me naar het leven maar ze slaagden er niet in om me te krijgen. Ze hebben mijn vader vermoord, mijn eigendommen vernield, een van mijn zusters vermoord en de andere twee zusters twaalf maanden in de gevangenis gezet. Maar ik heb me volledig gewroken. Ik heb velen gedood, ik ben een vrijschutter. Noch ikzelf noch mijn mannen hebben ooit tot het geconfedereerde leger behoord."
In datzelfde jaar kreeg hij versterking van een groep rekruten die kort bij Archie Clement, zijn eigen luitenant gediend hadden. Bij deze rekruten waren Frank James, die een van Quantrills bendeleden was, en de zestienjarige Jesse James. In deze periode hadden de mannen van Anderson de gewoonte om de scalpen van hun slachtoffers aan hun zadel te hangen.
Op 27 september 1864 leidde Anderson zijn mannen naar Centralia in Missouri. Nadat ze de stad geplunderd hadden, versperden ze de sporen van de Northern Missouri Railroad en deden een trein stoppen. Ze beroofden de burgers en doodden 21 soldaten van de Unie die van het front terugkwamen. Anderson liet één sergeant leven voor een mogelijke gevangenenruil. De rest hadden hij en zijn mannen neergeschoten en gescalpeerd of op een andere manier verminkt.
Diezelfde dag gaf majoor A.V.E. Johnston van het 39e Missouri Infantry Volunteers regiment zijn mannen de opdracht de bende van Anderson te achtervolgen. Anderson zette een val op voor Johnston en zijn mannen. Wie zich wilde overgeven, werd ijskoud neergeknald. Ongeveer honderdtwintig infanteriesoldaten werden gedood in de hinderlaag en de daaropvolgende achtervolging. Lichamen van de soldaten werden onthoofd of verminkt.

## De dood van Anderson
Tijdens de overval op Centralia hadden de Noordelijken hun handen vol met het Zuidelijke leger van generaal Sterling Price, twaalfduizend man sterk. Na een bloedige aanval op het Uniegarnizoen van Pilo Knob, Missouri, trok Price zich terug van St. Louis en marcheerde naar het westen, achtervolgd door troepen van de Unie. Anderson had een kort overleg met Price en ging daarna terug naar de noordelijke oever van de rivier, waar hij te maken kreeg met plaatselijke milities van de Noordelijken.
Om een einde te maken aan de strooptochten van Anderson in Noord-Missouri, kreeg kolonel Samuel P. Cox de opdracht om de befaamde vrijschutter te vinden en te doden. Op 26 oktober 1864 vond hij de benden van Anderson bij Albany, Missouri.
Cox gebruikte een van Andersons favoriete tactieken tegen hem. Hij zond een kleine groep cavaleristen uit om de vrijschutters in de val te lokken. Deze groep zocht de vrijschutters op met de bedoeling zich terug te trekken zodra ze waren opgemerkt. En de truc werkte. Anderson leidde zijn mannen in de achtervolging van de Noordelijke cavaleristen. Dit bracht Anderson en zijn bende regelrecht in de vuurlinie van de verdekt opgestelde Noordelijken die de vrijschutters op zich af zagen komen. William Anderson werd tweemaal in het hoofd getroffen. Op zijn lijk vond men een koord met 53 knopen. Men denkt dat hij zo wilde bijhouden hoeveel vijanden hij gedood had. Zijn lijk werd meegenomen naar Richmond, Missouri en werd publiek getoond en gefotografeerd. Daarna werd zijn lijk door de straten gesleept alvorens het te begraven in een graf zonder enige aanduiding in Richmond's Pioneer Cemetery. Jaren na zijn dood kwam er toch een grafsteen.

## Trivia
- William Anderson figureert in de western “The Outlaw Josey Wales” met Clint Eastwood. Hij stelt er zich ook voor: ”The Name’s Anderson. Bloody Bill’s what they call me.”
- William Quantrill, in wiens bende William Anderson een tijdje deelnam, komt ook voor in het album Quantrill van de Blauwbloezen.